# Tortuguero (ort)
Tortuguero är en ort i Costa Rica.   Den ligger i provinsen Limón, i den nordöstra delen av landet, 90 km nordost om huvudstaden San José. Tortuguero ligger 8 meter över havet och antalet invånare är 1 000.
Terrängen runt Tortuguero är platt. Havet är nära Tortuguero åt nordost.  I omgivningarna runt Tortuguero växer i huvudsak städsegrön lövskog.